# Свойская лодка
Свойская лодка — устаревшее название парусно-гребных лодок, распространённых на Каспийском море и в частности — в окрестностях Астрахани. Обычно они применялись для прибрежного рыболовства. Этимология названия связано с дешевизной этого вида судов, благодаря которой такое средство промысла было по карману почти любому, кто владел собственными снастями.

## Конструкция
Обычно свойская лодка оборудовалась крытыми оконечностями и несла на себе две мачты с рейковыми парусами. Корпус такого судна отличался небольшой осадкой, которая нередко была меньше 0,45 метра. Экипаж состоял из четырёх человек. Перемещение во время рыбной ловли могло осуществляться шестами. Длина свойской лодки обычно была в пределах 5,5 — 11 метров, ширина — 1,2 — 1,4 метра с осадкой 0,3 — 0,5 метра при высоте борта не более 0,9 метра. Грузоподъёмность могла достигать 2,5 тонн.